# Abba Siddick
Abba Siddick (geb. 25. Dezember 1924, Ubangi-Shari gest. 1. Dezember 2017, Paris, Frankreich) war ein muslimischer Politiker und Revolutionär im Tschad.

## Leben
Abba Siddick wurde im damaligen Oubangui-Chari, der französischen Kolonie auf dem Gebiet der heutigen Zentralafrikanischen Republik, geboren. Nach einem Umzug in den Tschad (damals ebenfalls französische Kolonie) begann er sich politisch zu engagieren; zunächst in der Chadian Progressive Party (PPT), einer nationalistischen und radikalen afrikanischen Partei, die 1947 gegründet worden war und zu der Zeit von Gabriel Lisette geführt wurde. Bereits 1958 hatte er die PPT jedoch wieder verlassen, um mit anderen die Union Nationale Tchadienne (UNT) zu begründen, eine muslimische progressive Partei. Dann wandte er sich wieder der PPT zu und wurde nach der Unabhängigwerdung des Tschad Minister of Education unter Präsident François Tombalbaye.
Die Diskriminierung des Präsidenten gegen Muslime im Tschad bewegte ihn dazu sich der Rebellengruppe FROLINAT anzuschließen, welche 1966 in Opposition zur Herrschaft von Tombalbaye entstand. Nach dem Tod des ersten Generalsekretärs der Organisation 1968, entspann sich eine bösartige Schlacht um die Führung, die mit einem Sieg für Siddick 1969 ausging, obwohl er als an anti-arabisch eingestellt galt, und man ihn beschuldigte ein „Moderater Linker“ zu sein und keine Revolutionäre Karriere zu haben. Er machte Tripolis zum Hauptquartier der Front und Libyen wurde zum Hauptunterstützer der FROLINAT an Stelle des Sudan. Während er internationale Anerkennung erhielt als Kopf der FROLINAT, verlor er die Kontrolle über die Einheiten vor Ort. 1971 mühte er sich darum, seine Autorität wieder herzustellen, indem er versuchte die Aufständischentruppen des Tschad zu vereinigen. Aber Goukouni Oueddei, der Führer der Second Liberation Army der FROLINAT brach mit Siddick, der daraufhin nur noch lose Kontrolle über die First Liberation Army behalten konnte.
Siddicks schwache Autorität war abhängig von der Unterstützung durch Libyen (offiziell seit 1971), aber 1973 gab es eine Aussöhnung zwischen Libyen und Tschad, und Siddick war gezwungen sein Hauptquartier von Tripolis nach Algier zu verlegen. Endgültig verlor Siddick die Kontrolle über die Einheiten 1976, als fast alle seine Kader gegen ihn rebellierten und ihn beschuldigten, nie seine Leutnants anzuhören und nie bei Einsätzen im Krisengebiet vor Ort zu sein. Diese Rebellen unter Mahamat Abba Saïd übernahmen die Kontrolle über die First Liberation Army und unter seiner Führung entwickelte sich die Einheit zur First Army. Zwei Jahre später, 1978, verlor Siddick sogar seine formale Führung über die Bewegung, als Goukouni auf einem Kongress der FROLINAT in Faya-Largeau als Führer gewählt wurde.
Der Zusammenbruch aller zentralen Autorität im Tschad 1979 gab Siddick die Möglichkeit als Führer einer so genannten „FROLINAT Originel“ in den Konflikt wieder einzugreifen. Aber er selbst, Ahmat Acyl, Mohamat Said und Adoum Dana wurden von der ersten Friedenskonferenz in Kano in Nigeria im März des Jahres ausgeschlossen.
Als die Ausgeschlossenen drohten eine Gegenregierung zu bilden, wurden sie zu einer neuen Friedenskonferenz im April nach Kano eingeladen. In diesem Treffen wurde denjenigen, die nicht in Kano anwesend waren, von Hissène Habré und von Goukouni Oueddei vorgeworfen keine eigenen Streitkräfte zu haben.
Im Gegenzug formten Siddick, Acyl und Said eine pro-libysche Gegenregierung, die Front for Joint Provisional Action (FACP). Bald darauf wurde diese in Revolutionary Democratic Council (CDR) umbenannt.
Daraufhin wurde die erste Konferenz von Lagos einberufen, welche jedoch von den bedeutenderen Kräften boykottiert wurde: erst bei der zweiten Friedenskonferenz in Lagos entstand das Transitional Government of National Unity (GUNT), in dem alle Konfliktparteien repräsentiert waren. Im Lagos Accord (Lagos-Übereinkunft) vom 21. August wurde Goukouni Oueddei zum Präsidenten bestimmt, Habré zum Verteidigungsminister, Acyl zum Außenminister und Siddick zum Gesundheitsminister.
Siddick blieb zunächst loyal zu Goukouni als Habré 1980 die GUNT verließ, aber, als im Januar 1981 Goukouni und der damalige libysche Präsident Gaddafi ein gemeinsames Kommuniqué veröffentlichten, in welchem Tschad und Libyen vereinbarten, „für die Realisierung der kompletten Einheit der beiden Länder zu arbeiten“, kämpfte er mit der Union pour la Démocratie et la Paix (UDP) darum Goukouni abzusetzen und von Libyen unabhängig zu werden. Kurz darauf brach Siddick mit der GUNT und floh ins Exil im Sudan und spielte forthin keine weitere Rolle im Bürgerkrieg. Siddick starb in Paris am 1. Dezember 2017, drei Wochen vor seinem 93. Geburtstag.